# Aleksandr Dubrowin
Aleksandr Iwanowicz Dubrowin (ur. 1855 w Kungurze, zm. 1918 lub 1921) – rosyjski lekarz i działacz monarchistyczny, jeden z założycieli Związku Narodu Rosyjskiego.

## Życiorys
Ukończył studia medyczne, pracując jako lekarz zyskał znaczną popularność. Po 1900 całkowicie skupił się na działalności politycznej, głosząc idee „umocnienia pozycji ludu rosyjskiego” i „osłabieniu wpływu Żydów”. W 1905 współtworzył (z Władimirem Puriszkiewiczem) masową organizację prawosławno-konserwatywno-monarchistyczną Związek Narodu Rosyjskiego, która miała przeciwstawiać się ruchowi rewolucyjnemu w kraju. Dubrowin redagował pismo „Russkoje Znamia”, jakie miało być przeciwwagą dla prasy socjalistycznej, organizował również druk broszur i publikacji, w których atakował koncepcje rewolucyjne, masonerię i Żydów.
Przeciwstawiał się zwołaniu Dumy Państwowej jako organu ustawodawczego, opowiadając się jedynie za spełnianiem przez nią funkcji doradczych. Protestował również przeciwko reformom agrarnym rządu Stołypina; na tle jego stosunku do tych reform, jak również z powodu jego osobistego konfliktu z Puryszkiewiczem, w Związku Narodu Rosyjskiego doszło do rozłamu. Konsekwentnie sprzeciwiał się równouprawnieniu Żydów. W latach 1906, 1907 i 1915 organizował zjazdy rosyjskich organizacji monarchistycznych. Kilkakrotnie na jego życie organizowane były zamachy, z których wychodził cało. Sam Dubrowin z kolei poparł przeprowadzone przez członków Czarnej Sotni zamachy na posłów do Dumy Michaiła Herzensteina i Grigorija Jollosa.
Uwięziony po rewolucji lutowej, został skazany na śmierć i rozstrzelany po rewolucji październikowej.